# Sphérocyte

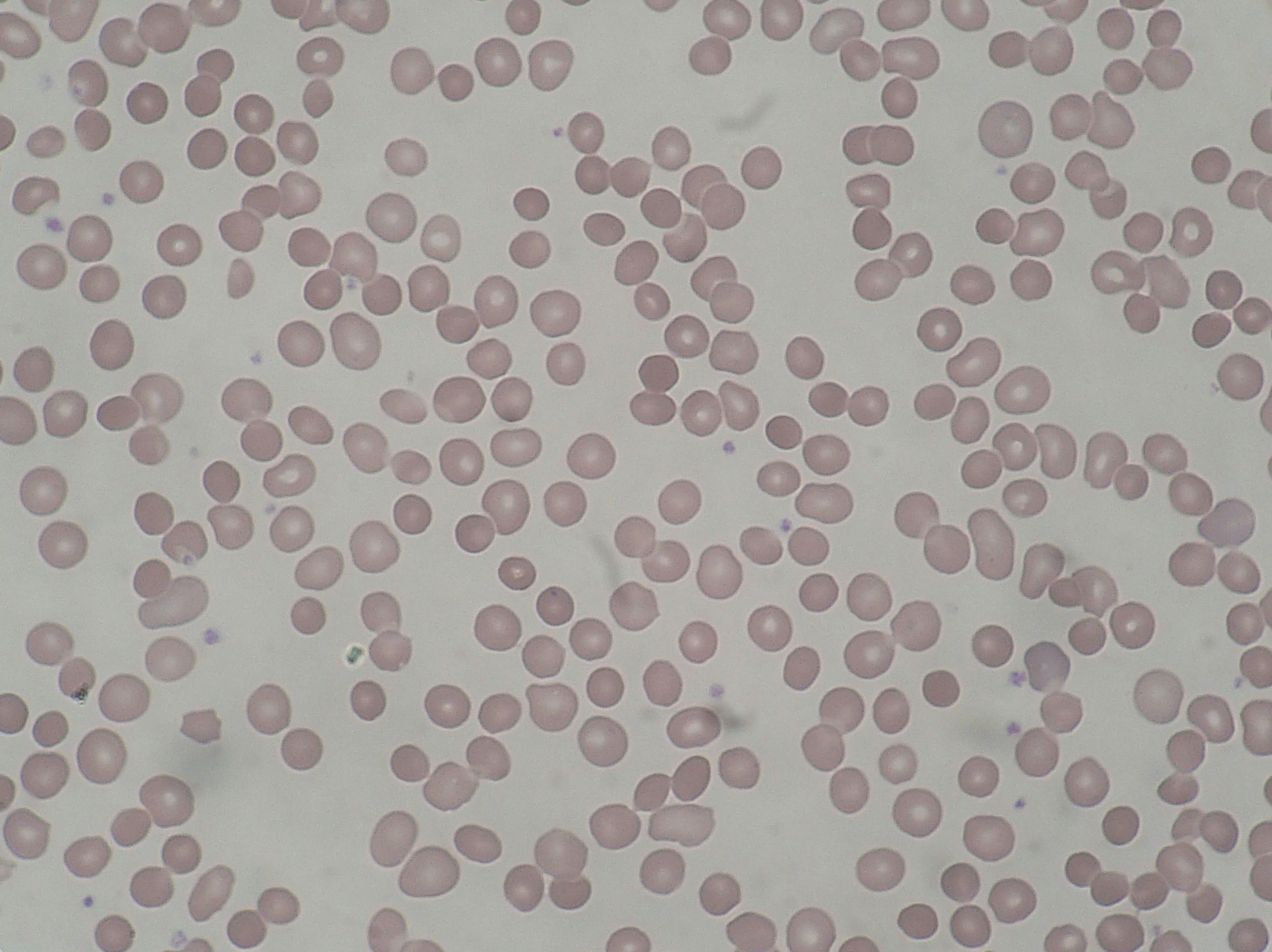
La sphérocytose observée sur le frottis sanguin dans la maladie de Minkowski-Chauffard.

Les sphérocytes sont des globules rouges qui, de profil, ne sont pas biconcaves, mais d'épaisseur égale au centre et aux bords. À l'extrême, il s'agit de sphères ou de microsphérocytes. De face, ils n'ont pas de centre clair et un diamètre réduit. Leur volume est généralement normal. Ils peuvent se voir dans la microsphérocytose héréditaire (Maladie de Minkowski-Chauffard) et dans de nombreuses anémies hémolytiques. Ils constituent des globules rouges à l'état pré-hémolytique.